# 中島與曽八
中島 與曽八（なかじま よそはち、1868年3月12日（慶應4年2月19日）- 1929年（昭和4年）10月6日）は、日本の海軍軍人、工学者。最終階級は海軍機関中将。位階は従三位、功級は功四級、勲等は勲一等旭日大綬章、勲四等瑞宝章、学位は工学博士。諱は永清。

## 略歴
両番上席軍艦役中島三郎助の三男として、濱御殿の役宅で生まれる。母は西丸一番組御徒岡田定十郎の長女、錫。慶応4年8月、父が長兄恒太郎（浦賀与力、1841年生）、次兄英次郎（浦賀与力、1851年生）ら浦賀奉行所の役人を率いて榎本武揚とともに蝦夷へ向かったため、母に連れられて駿府（静岡）に移住した。
翌年父と兄二人は箱館で戦死してしまうが、父の同僚であった静岡藩権小参事佐々倉桐太郎の奔走によって、明治3年（1870年）、長兄の跡を継ぐ形で静岡藩三等勤番士（六人扶持）に取り立てられた。
その後、父の同僚や弟子であった佐々倉桐太郎、香山栄左衛門、木戸孝允、浜口英幹、榎本武揚らの支援を受けて成長し、1883年（明治16年）海軍機関学校（旧4期）に入学した。
1888年（明治21年）に海軍少機関士に任官、「筑紫」乗組となる。1891年（明治24年）には「迅鯨」水雷主機心得兼教官心得を経て、叔父の設計による「海門」乗組となった。
1891年（明治25年）海軍大機関士海軍中佐に進級、翌年吉野回航委員として英国出張、そのまま吉野乗組兼水雷主機となり日清戦争に参加した。
1895年（明治28年）以降は鳥海、竜田、金剛の機関長を歴任した後、1898年（明治31年）海軍機関少監に進み、海軍機関学校教官、海軍機関学校監事長となった。
1899年（明治32年）、グラスゴー大学に留学し、海軍機関中監に進級した。1902年（明治35年）に帰国し、海軍大学校教官、大本営人事部部員、横須賀海軍工廠検査官を経て、1905年（明治38年）海軍機関大監に進級した（翌年機関大佐に改称）。
1907年（明治40年）に、蒸気タービン導入のため英国出張、以後、造船監督官、艦政本部員、1912年（明治45年）海軍機関少将、横須賀海軍工廠造機部長、呉海軍工廠造機部長を歴任、燃料の切り替えと蒸気タービン国産化に尽力した。
1914年（大正4年）工学博士を授けられ、翌年、海軍技術本部第五部長、海軍機関中将となる。1923年（大正12年）3月に予備役となった。

## 栄典
位階
- 1923年（大正12年）4月30日 - 従三位[1]

勲章等
- 1920年（大正9年）11月1日 - 勲一等旭日大綬章[2]